# Kostel svatého Petra a Pavla (Prostějov)
Kostel svatého Petra a Pavla je římskokatolický farní chrám farnosti sv. Petra a Pavla v Prostějově.

## Historie
Dříve byl kostel sv. Petra a Pavla na základě starobylého titulu považován za nejstarší v Prostějově. Archeologický průzkum však nezjistil žádné stopy historického osídlení okolo kostela. Za dobu založení se považuje 12. nebo 13. století. Poprvé je stavba písemně zmíněna roku 1475. U kostela se nacházel nejstarší prostějovský hřbitov. Význam kostela se snížil koncem 14. století s příchodem augustiniánů a založením kláštera Nanebevzetí Panny Marie u Alžběty v horách. Po obnově kostela sv. Kříže se kostel sv. Petra a Pavla stal filiálním. V letech 1728 až 1730 proběhla celková přestavba. Pod kostelem byla zřízena krypta, ve které se pohřbívalo až do josefínských reforem. Kostel měl novou věž, dřevěný oltář, za oltářem visel obraz Panny Marie, který později vystřídal obraz sv. Petra v řetězech. Po přestavbě 29. června 1731 chrám vysvětil děkan Jan Birhel. Roku 1941 byl dřevěný oltář nahrazen mramorovým. Na věži kostela se nachází nejstarší z prostějovských zvonů. Pochází z roku 1506 a váží 300 kg. Od roku 1934 působí při kostele Společnost Božského Spasitele, mezi jejíž členy patřil i místní protinacistický kazatel a mučedník Metoděj Jaroslav Mičola. Působení kongregace přerušilo období nacismu a komunismu. Samostatná farní správa byla obnovena roku 1990. Poblíž kostela se nachází salvatoriánský klášter a fara. V současnosti s duchovní správou vypomáhají Salesiáni Dona Boska.

## Oltáře
- Hlavní oltář Poslední Večeře Páně - zřízen po přestavbě kostela roku 1731.
- Oltář sv. Jana Nepomuckého - z roku 1731, uprostřed je znázorněn sv. Jan Nepomucký
- Oltář Panny Marie s Dítětem - z roku 1737, dříve zasvěcený sv. Valentýnovi.
- Oltář sv. Petra a Pavla - z roku 1731, v barokním slohu, autorem obrazu sv. Petra a Pavla je František Velehradský
- Oltář sv. Krišpína a Krišpiniána - z roku 1737, autorem je sochař Karel Vyšehradský
- Oltář sv. Kříže - z roku 1732, zhotoven nákladem radního Matěje Alberta. Autorem obrazu Ukřižovaného je Jan Prachař.
- Nový obětní stůl

## Náhrobní kameny
Pod hudebním kůrem se nachází náhrobní kámen šlechtice Jana Lhotského ze Ptení. Je zobrazen s mečem a páskou s nápisem Miserere mei, Deus. U nohou má přilbu a rodový erb. Naproti je renesanční figurální náhrobek vladyky Jana Matouše z Bystřice. Je na něm rytíř v brnění se štítem a mečem. Okraj lemuje český nápis s informacemi o jeho úmrtí.

## Kaple sv. Lazara
Kaple sv. Lazara je stavba šestiúhelníkového půdorysu v blízkosti kostela sv. Petra a Pavla. Pod kaplí je hrobka, která sloužila jako kostnice. Na stěnách jsou malby ve špatném stavu, znázorňující Pohřeb Páně, Vzkříšení Páně, Vzkříšení Jairovy dcery a Smrt salvatoriána. Kaple se využívá pro setkání farníků a zkoušky scholy.